# Combattimento fra giganti: Dragons Bronze Edition
Combattimento fra giganti: Dragons Bronze Edition è un videogioco appartenente alla serie Combattimento fra giganti prodotta dalla Ubisoft. Il gameplay rappresenta un miglioramento rispetto al gioco precedente, Combattimento fra giganti: Dragons.